# Briante Weber
Briante Weber (ur. 29 grudnia 1992 w Chesapeake) – amerykański koszykarz, występujący na pozycji rozgrywającego, obecnie zawodnik Boulogne-Levallois Metropolitans.
11 marca 2016 roku podpisał 10-dniową umowę z Memphis Grizzlies. Po zakończeniu kontraktu klub nie przedłużył go po raz kolejny. 21 marca powrócił do Sioux Falls Skyforce. 10 kwietnia podpisał umowę do końca rozgrywek z Miami Heat.
4 lutego 2017 podpisał 10-dniowy kontrakt z Golden State Warriors. 27 lutego 2017 zawarł 10-dniowa umowę z Charlotte Hornets, a następnie 9 marca kolejną. 28 lipca 2017 został zwolniony przez klub.
14 sierpnia 2017 został zawodnikiem Los Angeles Lakers. 14 października został zwolniony. 24 października podpisał umowę z Houston Rockets na występy zarówno w NBA, jak i zespole G-League – Rio Grande Valley Vipers. 15 stycznia 2018 został zwolniony.
14 marca 2018 podpisał 10-dniową umowę z Memphis Grizzlies. Po jej upłynięciu został oficjalnie zwolniony. 21 sierpnia dołączył do Miami Heat. 13 października został zwolniony.
6 lutego 2019 został zawodnikiem greckiego Olympiakosu Pireus. 23 sierpnia zawarł kontrakt z francuskim Boulogne-Levallois Metropolitans.

## Osiągnięcia
Stan na 23 sierpnia 2019, na podstawie, o ile nie zaznaczono inaczej.
NCAA
- Uczestnik:
  - rozgrywek Round of 32 turnieju NCAA (2012, 2013)
  - turnieju NCAA (2012–2015)
- Mistrz turnieju konferencji Atlantic 10 (2012, 2015)
- 3-krotny obrońca roku konferencji Atlantic 10 (2013–2015)[19]
- Zaliczony do:
  - I składu obrońców:
    - konferencji Atlantic 10 (2013–2015)
    - konferencji Colonial Athletic Association (CAA – 2012)
    - turnieju konferencji Atlantic 10 (2014)
- Lider[20]:
  - NCAA w przechwytach (2014)[21]
  - konferencji CAA (2012)
  - konferencji Atlantic 10 (2013, 2014)

Indywidualne
- Uczestnik meczu gwiazd:
  - D-League (2017)[22]
  - francuskiej ligi LNB Pro A (2019)
- Zaliczony do:
  - I składu defensywnego D-League (2017)[23]
  - II składu D-League (2017)[24]
- Lider D-League w przechwytach (2017, 2018)